# Löwental
Löwental ist ein zur Kernstadt gehörender Wohnplatz der baden-württembergischen Stadt Friedrichshafen am Bodensee in Deutschland.

## Geschichte
Löwental, dessen früherer Name „Eichstegen“ war, war Stammsitz eines welfischen Ministerialengeschlechts, das umfangreichen Besitz hatte und zu Reichsministerialien aufstieg. Johann von Eichstegen übergab seine Burg Eichstegen-Löwental mit den Ländereien 1250 den Dominikanern in Konstanz, damit diese ein Kloster gründen konnten. 
Das Kloster wurde im 13. und 14. Jahrhundert erweitert und lag mit der Stadt Buchhorn mehrmals im Streit. 1415 wurde es unter die kaiserliche Schirmherrschaft gestellt, Ende des 15. Jahrhunderts gehörte es zur Landvogtei Schwaben. Im Dreißigjährigen Krieg wurde es zerstört, jedoch 1657/87 wieder aufgebaut. 1806 wurde das Kloster säkularisiert, seine Güter gingen 1838 an die württembergische Hofkammer. 1910 wurde das Gebiet in die Stadt Friedrichshafen eingegliedert.

## Infrastruktur
Im Stadtteil Löwental befinden sich wesentliche Elemente der Infrastruktur Friedrichshafens. Schon im Jahr 1915 wurde dort eine Luftschiffhalle zur Fertigung der Zeppeline gebaut. Durch die Lage etwas außerhalb der Stadt war Löwental für den Bau eines Flughafens günstig. 
2002 wurde dort das Messegelände fertiggestellt, auf dem seitdem große Messen wie die IBO stattfinden. In Löwental hat die Bodensee-Oberschwaben-Bahn einen gleichnamigen Haltepunkt an der Bahnstrecke Ulm–Friedrichshafen.